# Jérôme Dandini

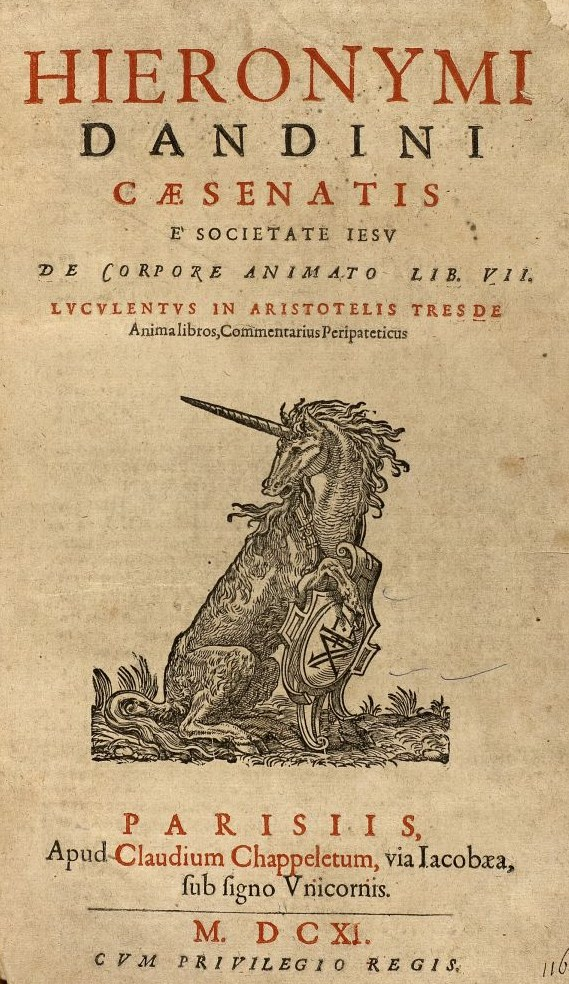
Couverture de De corpore animato (1611).

Girolamo Dandini (Cesena, 1552 - Forlì, 1634) est un jésuite italien, l’un des premiers, avec Juan Maldonado et Jean Chastelier, à enseigner la philosophie au Collège de Clermont fondé en 1563.

## Biographie
Girolamo Dandini naît à Césène.
Il fut le premier professeur de philosophie jésuite à Paris (avec Juan Maldonado) au Collège de Clermont, où il eut notamment pour élève le jeune François de Sales (1580-1584).
Ensuite, il enseigna la théologie à Padoue. Il est recteur du collège à Ferrare, à Forlì, à Bologne, à Parme et à Milan.
Visiteur des provinces de Naples, Tolède et d'Aquitaine. Provincial de Pologne et de Milan. Il est l'auteur d'un important commentaire au Traité de l'âme d'Aristote, le De corpore animato (Paris, 1611).
La Bibliothèque nationale de France et la Bibliothèque Malatestiana (Césène) conservent nombreux manuscrits de Dandini.

## Mission au Liban
Dix-huit ans après la première mission jésuite de Tommaso Raggio et Giovanni Battista Eliano au Mont Liban, Jérôme Dandini est mandaté en 1596 comme nonce auprès des maronites par le pape Clément VIII. Quoique Dandini ne comprît ni le syriaque ni l’arabe, il obéit aux ordres du Saint-Père, et partit de Venise le 14 juillet 1596 avec un jeune maronite qui devait lui servir d’interprète et de domestique. Tous deux se revêtirent de l’habit de pèlerins et changèrent de nom. À la fin du mois, ils abordèrent à Candie, puis arrivèrent le 1er septembre au monastère de Qannoubine, résidence du patriarche des maronites. Dandini convoqua aussitôt un synode. Après s’être acquitté de sa mission, il alla faire ses dévotions à Jérusalem, repartit pour l’Italie, et courut de grands dangers en Chypre, où un renégat grec le dénonça au gouverneur, comme étant un envoyé du pape. Revenu à Rome en août 1597, il occupa plusieurs postes importants dans son ordre, et mourut à Forlì le 29 novembre 1634.
La relation de son voyage, publiée, d’abord en italien : Missione apostolica al patriarca e maroniti del monte Libano, Césène, 1656, fut traduit en français sous ce titre: Voyage du Mont-Liban, où il est traité tant de la créance et des coutumes des maronites, que de plusieurs particularités touchant les Turcs, traduit de l’italien, avec des remarques, par R. S. P. (Richard Simon, prêtre), Paris, 1675, in-12 (La Haye), 1685 ; elle fut aussi traduite en anglais, Londres, 1698, in-8°. Heinrich Eberhard Gottlob Paulus a inséré un extrait du voyage de Dandini dans le tome 2 de sa Collection des principaux voyages en Orient, publiée en allemand.

## Ouvrages
- De Corpore Animato Libri VII, Paris, Claude Chappelet, 1610 (lire en ligne).
- Ethica sacra, sive de virtutibus et vitiis libri quinquaginta posthumi, Cesena, 1651, in-fol. ; Anvers, 1676.
- Missione apostolica al patriarca e maroniti del monte Libano, Cesena, per il Neri, 1656 (lire en ligne).